# Bundestagswahlkreis Hamburg I
Der Bundestagswahlkreis Hamburg I war ein Wahlkreis in Hamburg für die Wahlen zum Deutschen Bundestag. Er umfasste die zum Bezirk Hamburg-Mitte gehörigen Stadtteile Altstadt, Neustadt und Sankt Pauli, den Stadtteil Altona-Altstadt und den Ortsteil Altona-Nord/Süd aus dem Bezirk Hamburg-Altona sowie die Stadtteile Rotherbaum und Harvestehude aus dem Bezirk Hamburg-Eimsbüttel.

## Geschichte
Der Wahlkreis Hamburg I war bei der Bundestagswahl 1949 die Nummer 1 der Hamburg Wahlkreise und hatte danach die bundesweite Wahlkreisnummer 15. Das Gebiet des Wahlkreises bestand für die Bundestagswahlen 1949 bis 1961 unverändert. Vor der Bundestagswahl 1965 wurde der Wahlkreis aufgelöst und das Gebiet unter den neu gebildeten Wahlkreisen Altona, Eimsbüttel und Hamburg-Mitte aufgeteilt.

## Abgeordnete
Direkt gewählte Abgeordnete des Wahlkreises Hamburg I waren
| Jahr | Name              | Partei | Anteil der Erststimmen |
| ---- | ----------------- | ------ | ---------------------- |
| 1961 | Hellmut Kalbitzer | SPD    | 47,3 %                 |
| 1957 | Hellmut Kalbitzer | SPD    | 47,0 %                 |
| 1953 | Gerd Bucerius1)   | CDU    | 52,9 %                 |
| 1949 | Peter Blachstein  | SPD    | 39,9 %                 |

1)Bucerius war 1953 der gemeinsame Kandidat des Hamburg-Blocks, einem Bündnis von CDU, FDP, GB/BHE und DP. Die FDP und die DP nominierten keine eigenen Direktkandidaten und riefen zur Wahl von Bucerius auf.

## Wahlergebnisse

### Bundestagswahl 1961
| Kandidaten        | Kandidaten                     | Parteien/Listen   | Erststimmen | Erststimmen | Zweitstimmen | Zweitstimmen |
| Kandidaten        | Kandidaten                     | Parteien/Listen   | Stimmen     | %           | Stimmen      | %            |
| ----------------- | ------------------------------ | ----------------- | ----------- | ----------- | ------------ | ------------ |
|                   | Hellmut Kalbitzergewählt im WK | SPD               | 54.588      | 47,3        | 53.656       | 47,2         |
|                   | ?                              | CDU               | 37.120      | 32,1        | 35.609       | 31,3         |
|                   | ?                              | FDP               | 16.710      | 14,5        | 17.047       | 15,0         |
|                   | ?                              | GDP               | 949         | 0,8         | 1.030        | 0,9          |
|                   | ?                              | DFU               | 5.059       | 4,4         | 5.143        | 4,5          |
|                   | ?                              | DRP               | 1.044       | 0,9         | 1.102        | 1,0          |
| Gesamt            | Gesamt                         | Gesamt            | 115.470     | 100         | 113.587      | 100          |
|                   |                                |                   |             |             |              |              |
| Ungültige Stimmen | Ungültige Stimmen              | Ungültige Stimmen | 1.945       | 1,7         | 3.828        | 3,3          |
| Wähler            | Wähler                         | Wähler            | 117.415     | 83,6        | 117.415      | 83,6         |
| Wahlberechtigte   | Wahlberechtigte                | Wahlberechtigte   | 140.439     |             | 140.439      |              |
|                   |                                |                   |             |             |              |              |
| Quellen:          |                                |                   |             |             |              |              |

### Bundestagswahl 1957
| Kandidaten        | Kandidaten                     | Parteien/Listen   | Erststimmen | Erststimmen | Zweitstimmen | Zweitstimmen |
| Kandidaten        | Kandidaten                     | Parteien/Listen   | Stimmen     | %           | Stimmen      | %            |
| ----------------- | ------------------------------ | ----------------- | ----------- | ----------- | ------------ | ------------ |
|                   | ?                              | CDU               | 49.299      | 38,5        | 47.562       | 37,7         |
|                   | Hellmut Kalbitzergewählt im WK | SPD               | 60.085      | 47,0        | 58.935       | 46,7         |
|                   | ?                              | FDP               | 10.587      | 8,3         | 11.085       | 8,8          |
|                   | ?                              | BHE               | 1.224       | 1,0         | 1.370        | 1,1          |
|                   | ?                              | DP                | 5.082       | 4,0         | 5.620        | 4,4          |
|                   | ?                              | DRP               | 1.007       | 0,8         | 1.031        | 0,8          |
|                   | ?                              | BdD               | 618         | 0,5         | 720          | 0,6          |
| Gesamt            | Gesamt                         | Gesamt            | 127.902     | 100         | 126.323      | 100          |
|                   |                                |                   |             |             |              |              |
| Ungültige Stimmen | Ungültige Stimmen              | Ungültige Stimmen | 2.299       | 1,8         | 3.878        | 3,0          |
| Wähler            | Wähler                         | Wähler            | 130.201     | 84,9        | 130.201      | 84,9         |
| Wahlberechtigte   | Wahlberechtigte                | Wahlberechtigte   | 153.447     |             | 153.447      |              |
|                   |                                |                   |             |             |              |              |
| Quellen:          |                                |                   |             |             |              |              |

### Bundestagswahl 1953
| Kandidaten        | Kandidaten                 | Parteien/Listen   | Erststimmen | Erststimmen | Zweitstimmen | Zweitstimmen |
| Kandidaten        | Kandidaten                 | Parteien/Listen   | Stimmen     | %           | Stimmen      | %            |
| ----------------- | -------------------------- | ----------------- | ----------- | ----------- | ------------ | ------------ |
|                   | Gerd Buceriusgewählt im WK | CDU               | 70.396      | 52,9        | 51.062       | 38,3         |
|                   | ?                          | SPD               | 47.855      | 36,0        | 46.986       | 35,2         |
|                   | –                          | FDP               | –           | –           | 13.584       | 10,2         |
|                   | ?                          | BHE               | 3.200       | 2,4         | 2.902        | 2,2          |
|                   | –                          | DP                | –           | –           | 7.736        | 5,8          |
|                   | ?                          | KPD               | 7.151       | 5,4         | 6.945        | 5,2          |
|                   | ?                          | GVP               | 1.751       | 1,3         | 1.841        | 1,4          |
|                   | ?                          | DRP               | 2.684       | 2,0         | 2.277        | 1,7          |
| Gesamt            | Gesamt                     | Gesamt            | 133.037     | 100         | 133.333      | 100          |
|                   |                            |                   |             |             |              |              |
| Ungültige Stimmen | Ungültige Stimmen          | Ungültige Stimmen | 3.453       | 2,5         | 3.157        | 2,3          |
| Wähler            | Wähler                     | Wähler            | 136.490     | 83,4        | 136.490      | 83,4         |
| Wahlberechtigte   | Wahlberechtigte            | Wahlberechtigte   | 163.592     |             | 163.592      |              |
|                   |                            |                   |             |             |              |              |
| Quellen:          |                            |                   |             |             |              |              |

### Bundestagswahl 1949
| Kandidaten        | Kandidaten                    | Parteien/Listen   | Erststimmen | Erststimmen | Zweitstimmen | Zweitstimmen |
| Kandidaten        | Kandidaten                    | Parteien/Listen   | Stimmen     | %           | Stimmen      | %            |
| ----------------- | ----------------------------- | ----------------- | ----------- | ----------- | ------------ | ------------ |
|                   | Peter Blachsteingewählt im WK | SPD               | 42.598      | 39,9        | –            | –            |
|                   | ?                             | CDU               | 37.450      | 35,1        | –            | –            |
|                   | ?                             | KPD               | 9.239       | 8,7         | –            | –            |
|                   | ?                             | DP                | 13.730      | 12,9        | –            | –            |
|                   | ?                             | DKP-DRP           | 1.195       | 1,1         | –            | –            |
|                   | ?                             | RSF / FSP / SFP   | 1.752       | 1,6         | –            | –            |
|                   | ?                             | Parteilose        | 772         | 0,7         | –            | –            |
| Gesamt            | Gesamt                        | Gesamt            | 106.736     | 100         | 0            | 100          |
|                   |                               |                   |             |             |              |              |
| Ungültige Stimmen | Ungültige Stimmen             | Ungültige Stimmen | 2.418       | 2,2         | 109.154      | 100,0        |
| Wähler            | Wähler                        | Wähler            | 109.154     | 82,5        | 109.154      | 82,5         |
| Wahlberechtigte   | Wahlberechtigte               | Wahlberechtigte   | 132.234     |             | 132.234      |              |
|                   |                               |                   |             |             |              |              |
| Quellen:          |                               |                   |             |             |              |              |